# Egyek
Egyek é uma vila da Hungria, situada no condado de Hajdú-Bihar. Tem 104,76 km² de área e sua população em 2019 foi estimada em 5.071 habitantes.